# Lago Colibița
Il Lago Colibița è un lago artificiale d'accumulo sui Monti Călimani, nel distretto di Bistrița-Năsăud in Romania. 
Il lago fu creato dalla costruzione della diga Colibița sul corso del fiume Bistrița, diga costruita dal 1977 al 1991 per creare energia idroelettrica, e per dare acqua alle località vicine, oltre che a regolamentare il livello idrico del fiume.
Il lago ha superficie di 300 ettari, con lunghezza di 13 km e volume di 65 milioni di m3 ad una altitudine di circa 800 m. Sulle rive giace la località turistica Colibița nel comune Bistrița Bârgăului.